# António Freitas (Beamter, 1977)

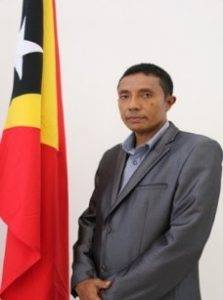
António Freitas

António Freitas (* 10. November 1977 in Baucau, Osttimor) ist ein osttimoresischer Beamter und Hochschullehrer.

## Werdegang

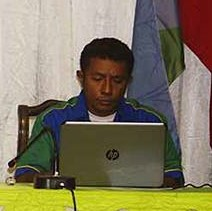
António Freitas auf dem ersten Nationalkongress der PLP

Freitas schloss ein Studium an der indonesischen Universitas Komputer Indonesia (UNIKOM) in Bandung ab und erhielt an der Universidade Katólika Parahyangan (UNPAR) in Bandung einen Magistertitel in Internationalen Beziehungen im Studienbereich Internationale Sicherheit. Als Teil der Reform des Sicherheitssektors in Osttimor besuchte Freitas für einen Monat einen Kurs in München und erhielt auch ein Zertifikat der Universidade Katólika Parahyangan für die Teilnahme an einem Kurs zur Terrorismusabwehr. Bei der UNIKOM erhielt Freitas zudem eine diplomatische Ausbildung und an der Shanghai-Universität eine Ausbildung zum internationalen Seerecht UNCLOS. Außerdem nahm er in Hawaii an einem Kurs zur Sicherheit auf See teil.
1999 arbeitet Freitas als Übersetzer für die Mission der Vereinten Nationen in Osttimor (UNAMET) in Laga und 2000 im ganzen Distrikt Baucau für die Übergangsverwaltung der Vereinten Nationen für Osttimor (UNTAET). 2001 wurde Freitas stellvertretender Electoral Officer für die Präsidentschaftswahlen in Osttimor 2002 und Chef der Wahlkommission der Wahllokale in Laga für die Parlamentswahlen 2001. Zudem war er 2002 Wahlassistent des Entwicklungsprogramms der Vereinten Nationen (UNDP). 2005 arbeitete er im humanitären Einsatz in Aceh nach dem großen Erdbeben und Tsunami 2004. 2010 war Freitas beim Bevölkerungsfonds der Vereinten Nationen (UNFPA) tätig und 2011 arbeitete er an der Reform des Sicherheitssektors in Osttimor mit. Von 2012 bis 2014 profitierte Freitas von einem Stipendium in Australien und Neuseeland. Seit 2013 war er als Dozent für internationale Beziehungen an der Universidade Nasionál Timór Lorosa’e (UNTL), arbeitete als Dozent auch an anderen Universitäten in Osttimor und war Mitglied der Auswahlkommission für die von Australien und Neuseeland vergebenen Stipendien.
Bei den Parlamentswahlen in Osttimor 2017 kandidierte Freitas für die Partidu Libertasaun Popular (PLP) auf Listenplatz 13, verpasste aber den Einzug in das Nationalparlament.
Am 24. Oktober 2017 wurde Freitas vom Nationalparlament zum Kommissar der Comissão da Função Pública (CFP, deutsch Kommission des öffentlichen Dienstes) gewählt. Er war Kandidat der Oppositionsparteien CNRT, PLP und KHUNTO und erhielt von ihnen alle 35 Stimmen, womit Maria Filomena Martins Exposto, die Kandidatin der Minderheitsregierung von FRETILIN und PD scheiterte. Sie erhielt nur 29 Stimmen. Am 20. November 2017 wurde Freitas als Kommissar der CFP vereidigt. Er löste damit Maria Olandina Isabel Caeiro Alves ab, die Botschafterin Osttimors in Malaysia wurde. Am 3. Oktober 2023 folgte Freitas Agapito da Conceição als neuer Kommissar.

## Veröffentlichungen
- Politik Keamanan Negara Dalam Reformasi Kepolisian Nasional (Politik der Staatssicherheit in der Nationalen Politikreform), indonesisch, Januar 2010.